# Ponte di Roana
Il ponte di Roana è un ponte in cemento armato che si trova nei pressi dell'abitato di Roana, sull'altopiano dei Sette Comuni.

## Storia
Verso la fine dell'Ottocento si discusse sull'altopiano della necessità di costruire un ponte che collegasse i paesi di Roana e Canove, divisi dalla profonda spaccatura della val d'Assa (Asstaal in cimbro). Nel 1894 vennero approvati i lavori che iniziarono due anni più tardi, nel 1896, su progetto dell'ingegnere Aurelio Slaviero di Asiago. Il ponte, che costò all'epoca oltre mezzo milione di lire, venne aperto solo nel 1906. La lunghezza era di 135 m per un'altezza di 80 m ed era costruito con due piloni interamente in pietra che sorreggevano una grande trave reticolare in acciaio.
In seguito, allo scoppio della prima guerra mondiale, l'altopiano dei Sette Comuni si trovò lungo la linea di fronte e, durante la ritirata italiana del 22 maggio 1916, a seguito dell'offensiva di primavera, il ponte venne fatto saltare, nonostante i paesi non fossero ancora completamente stati evacuati.
Poco dopo venne comunque reso nuovamente fruibile dall'esercito austroungarico. Dopo la fine delle ostilità, nel 1919, il Comando supremo italiano bandì un concorso per ricostruire il ponte. Il concorso venne vinto dalla ditta Bianchi-Steiner & C. di Milano che lo ricostruì in cemento armato a tre arcate, di cui la principale di 58 m di luce. L'inaugurazione avvenne il 24 settembre 1924 alla presenza dell'allora capo del Governo Benito Mussolini.
Il ponte è stato restaurato nel 1993 ed è tuttora aperto al traffico veicolare in entrambi i sensi di marcia, anche se la sua ridotta ampiezza crea problemi al passaggio di mezzi di grandi dimensioni.
Arturo Ferrarin, asso dell'aviazione italiana durante la prima guerra mondiale, prima della distruzione del ponte passò più volte sotto l'arcata del ponte stesso con il suo aereo.
Il 29 settembre 2024 il paese ha festeggiato il centenario del ponte.